# Gare d'Avesnes-le-Comte
Ne doit pas être confondu avec Gare d'Avesnes.
La gare d'Avesnes-le-Comte est une ancienne gare ferroviaire française de la ligne de chemin de fer secondaire de Lens à Frévent de la société des Chemins de fer économiques du Nord (CEN), située sur le territoire de la commune d'Avesnes-le-Comte, dans le département du Pas-de-Calais, en région Hauts-de-France.

## Histoire
La gare d'Avesnes-le-Comte est mise en service en 1895 lors de l'ouverture de la ligne de chemin de fer secondaire à écartement métrique de Lens à Frévent de la Société des chemins de fer économiques du Nord. Elle est fermée en 1948 lors de la suppression de la ligne.
La gare désaffectée a été démolie dans les années suivant la suppression de la ligne son emplacement est actuellement occupé par le bureau de poste de la commune.

## Sources et bibliographie

### Sites Internet
- « Liste des chemins de fer secondaires PAS DE CALAIS (62) », sur le site de la FACS

### Photographies aériennes
- Photographie aérienne IGN · mission C2406-0081_1947_F2406-2506_0044 · cliché  44 · prise de vue 03/10/1947 · depuis le site Remonter le temps de l'IGN.
- Photographie aérienne IGN · mission C2106-0081_1955_F2106-2306_0081 · cliché  81 · prise de vue 22/04/1955 · depuis le site Remonter le temps de l'IGN.